# Polypodium monosorum
Polypodium monosorum là một loài thực vật có mạch trong họ Polypodiaceae. Loài này được Desv. miêu tả khoa học đầu tiên năm 1811.